# Codroipo
Codroipo (furlansko Codroip, nemško Kadrup) je mesto in občina v Pokrajini Videm, v zgodovinski regiji Furlaniji. Leži v središču italijanske dežele Furlanija - Julijska krajina, na severovzhodu Italije. Ima 15.830 prebivalcev. 

## Naselja
V občini je več naselij. Imena naselij v italijanščini in furlanščini:
- Passariano / Passarian
- Lonca / Lonche
- Rivolto / Rivolt
- Biauzzo / Blauç (Blaùs)
- Iutizzo / Jutiz (Jutìs)
- Pozzo / Poç
- Rividischia / Rividiscje
- San Pietro / San Pieri
- Muscletto / Musclêt
- San Martino / San Martin
- Zompicchia / Çupicje
- Goricizza / Guriciz (Gurissìs)
- Beano / Bean